# 國美金融科技
國美金融科技有限公司，簡稱國美金融科技（英語：Gome Finance Technology Co., Ltd.，港交所：0628），在1996年，由當時主席朱志明、李鎌、何漢勝，以及葉少鳳，於香港（總部）成立前身「立謙防火工程有限公司」。上市前身為「浩基集團有限公司」、「多金控股有限公司」和「華銀控股有限公司」。其業務經營商务借贷、融资租赁、典当业务、保理业务，而過往經營是在香港維修、澳門博彩中介事業，現時為國美金融控股有限公司。

## 历史
股份在2002年7月24日於港交所主板上市，招股價為0.3港元，發售股份為1.68億股，而集資額為0.0504億港元。
2015年11月29日，該公司和Swiree、Richlane（高振順私人持有）及Best Global訂立收購建議，而上述3家公司則合共2,066,342,340股認購股份，涉資金額為1,591,080,000港元，用作收購國美信達商業保理有限公司全數股份。
2017年4月7日，更名為「國美金融科技有限公司」。

## 外部連結
- gomejr.com （页面存档备份，存于）